# Ochradenus arabicus
Ochradenus arabicus är en resedaväxtart som beskrevs av S. Chaudhary, D. Hillcoat och A.G. Miller. Ochradenus arabicus ingår i släktet Ochradenus och familjen resedaväxter. Inga underarter finns listade i Catalogue of Life.